# Birifor (Volk)
Die Birifor sind ein Volk in Ghana und der Elfenbeinküste, das auch Birifor Süd, ghanaisches Birifor, Birifo, Loor oder Malba genannt wird. Die Birifor lassen sich in zwei Untergruppen unterscheiden. Die Birifor-Malba oder nur Malba sind in der Elfenbeinküste beheimatet. Die Birifor-Süd leben in Ghana mit einer Bevölkerungsgröße von ca. 133.000 Menschen. In der Elfenbeinküste leben etwa 4.000 – 5.700 Birifor.